# مازه‌سران
مازه‌سران (نام علمی: ') نام یک تیره از راسته ددکاوان است.